# Alex Funke
Alex Funke (Santa Barbara, 12 ottobre 1944) è un direttore della fotografia ed effettista statunitense.
Ha lavorato con Charles Eames e Ray Eames per 11 anni. Il suo primo Oscar condiviso, arriva nel 1991 per il film Atto di forza. Funke viene notato come esperto di miniature e chiamato in Nuova Zelanda per lavorare sulla trilogia de Il Signore degli Anelli. Gli viene assegnato l'Oscar ai migliori effetti speciali, sempre condiviso, nel 2003 per Il Signore degli Anelli - Le due torri e nel 2004 per Il Signore degli Anelli - Il ritorno del re.

## Riconoscimenti
- 1991 - Premio Oscar
  - Oscar Special Achievement Award (Atto di forza)
- 2003 - Premio Oscar
  - Migliori effetti speciali (Il Signore degli Anelli - Le due torri)
- 2004 - Premio Oscar
  - Migliori effetti speciali (Il Signore degli Anelli - Il ritorno del re)